# 国際連合カンボジア暫定統治機構

国際連合カンボジア暫定統治機構
អាជ្ញាធរអន្តរកាលសហប្រជាជាតិនៅកម្ពុជា
（クメール語）
United Nations Transitional Authority in Cambodia （英語）
سلطة الأمم المتحدة الانتقالية في كمبوديا
（アラビア語）
Autoridad Provisional de las Naciones Unidas en Camboya（スペイン語）
Autorité provisoire des Nations unies au Cambodge（フランス語）
Временный орган ООН в Камбодже
（ロシア語）
柬埔寨过渡时期联合国权力机构（中国語）

国際連合カンボジア暫定統治機構（こくさいれんごうカンボジアざんていとうちきこう、英語: United Nations Transitional Authority in Cambodia、クメール語: អាជ្ញាធរអន្តរកាលសហប្រជាជាតិនៅកម្ពុជា）は、かつて存在したカンボジアの統治組織。国際連合（国連）の平和維持活動（PKO）機関。略称はUNTAC（アンタック）。国連カンボジア暫定機構とも。

## 概要
1991年10月23日に調印されたカンボジア内戦の終結をもたらした「カンボジア紛争の包括的な政治解決に関する協定」（パリ和平協定）にもとづき、当時の事実上の政府であるカンボジア国との合意に基づき、1992年2月28日の国際連合安全保障理事会決議745により国際連合事務総長の下に設立された。UNTACの国連事務総長特別代表には、国連事務次長だった日本の明石康が就いた。統治期間は、自由で公正な選挙で選ばれた議会が憲法を制定し政府を設立するまでの間と決められた。
国連は1991年10月にすでに決議717により国際連合カンボジア先遣隊 (UNAMIC) を設立しており、現地の先遣調査にあたっていた。UNTACの任務はこれを拡大し、選挙の組織・管理を初めとして、停戦の監視、治安の維持、武装勢力の武装解除、難民・避難民の帰還促進など、多岐にわたった。UNTACは3月15日より現地展開・実働を開始し、UNAMICはこれに改編・吸収された。カンボジア国の民兵を効果的に武装解除した一方で、クメール・ルージュの武装解除には失敗した。これにより、クメール・ルージュは領土を獲得し、政治的暴動を勃発させた。カンボジア国の軍事指導者らは、カンボジア人民軍（CPAF）の武装解除はとても厳格であったが、クメール・ルージュに関しては寛大過ぎた余り、効果が無かったと主張する。
UNTACは7部門からなっていた。軍事部門は、オーストラリアのジョン・サンダーソン少将が司令官に就き、32ヶ国から1万6000名が派遣されるという、過去にない大規模な人員を擁した。そのほかには、文民行政部門、文民警察部門、選挙部門、人権部門、帰還部門、復興部門があった。
1993年5月にUNTAC監視の下、憲法を制定するための国民議会選挙が行なわれフンシンペックが第一党となった。9月23日に新憲法が公布され、翌9月24日にはノロドム・シハヌークが国王として復位してカンボジア王国が再建された。これに伴いUNTACは同日付けで任務を終了、同年末までに人員・機材は撤収された。
UNTACは、自衛隊にとっては初のPKOとなり、ペルシャ湾派遣以来2度目の海外派遣となった。第1次として1992年9月から1993年3月まで、第2次として1993年3月から9月まで、停戦監視要員8名とカンボジア派遣施設大隊600名が参加した（→ 詳細は「自衛隊カンボジア派遣」項を参照）。自衛官以外では、文民警察要員として1992年10月から1993年7月に警察官75名が、選挙要員として1993年5月23日から28日に国家公務員5名、地方公務員13名、民間人23名の計41名が派遣された。このカンボジアPKO全体で、日本人からは中田厚仁国連ボランティア  (United Nations Volunteers)  と高田晴行警部補の2人の殉職者が出た。
また、カンボジア内戦に関わった中国にとっても初めて本格的に参加したPKOであり、中国人民解放軍から軍事監視要員と工兵部隊470名が派遣された。